# Durchmesserlinie Altstetten–Zürich HB–Oerlikon
| Streckennummer (BAV): | 748 (ZH Altstetten–ZH Oerlikon (DML)) |                                                                                         |                                                                                         |
| Fahrplanfeld: | 750                                   |                                                                                         |                                                                                         |
| Streckenlänge: | 9,56 km                               |                                                                                         |                                                                                         |
| Spurweite: | 1435 mm (Normalspur)                  |                                                                                         |                                                                                         |
| Maximale Neigung: | 35 ‰                                  |                                                                                         |                                                                                         |
| Minimaler Radius: | 330 m                                 |                                                                                         |                                                                                         |
| |                                       |                                                                                         |                                                                                         |
| \| \| \| Strecke von Zug / Strecke von Brugg–Baden \| \| \| \| \| Zürich Altstetten \| \| \| \| \| Strecken nach Zürich Hardbrücke und Zürich Oerlikon \| \| \| \| \| Letzigrabenbrücke \| \| \| \| \| Hardbrücke \| \| \| \| \| Anschluss Vorbahnhof/UA Herdern/UA Altstetten \| \| \| \| \| nach Zürich Wiedikon \| \| \| \| \| Kohlendreieckbrücke \| \| \| \| \| Linksufrige Seebahn von Thalwil \| \| \| \| \| nach Zürich HB (Gleishalle) \| \| \| \| \| \| \| \| \| \| Zürich HB (Gleis 31–34) \| \| \| \| \| Weinbergtunnel \| \| \| \| \| \| \| \| \| \| Wipkingerlinie von Zürich HB und Käferberglinie von Zürich HB und von Zürich Altstetten \| \| \| \| \| Zürich Oerlikon \| \| \| \| \| Strecken nach Winterthur, \| \| \| \| \| nach Bülach und nach Wettingen \| \| |                                       |                                                                                         |                                                                                         |
| Abzweig geradeaus und von rechts |                                       | Strecke von Zug / Strecke von Brugg–Baden                                               | Strecke von Zug / Strecke von Brugg–Baden                                               |
| Bahnhof |                                       | Zürich Altstetten                                                                       | Zürich Altstetten                                                                       |
| Abzweig geradeaus und nach links |                                       | Strecken nach Zürich Hardbrücke und Zürich Oerlikon                                     | Strecken nach Zürich Hardbrücke und Zürich Oerlikon                                     |
| Brücke |                                       | Letzigrabenbrücke                                                                       | Letzigrabenbrücke                                                                       |
| Strecke mit Straßenbrücke |                                       | Hardbrücke                                                                              | Hardbrücke                                                                              |
| Abzweig geradeaus und von links |                                       | Anschluss Vorbahnhof/UA Herdern/UA Altstetten                                           | Anschluss Vorbahnhof/UA Herdern/UA Altstetten                                           |
| Abzweig geradeaus und nach rechts |                                       | nach Zürich Wiedikon                                                                    | nach Zürich Wiedikon                                                                    |
| Brücke |                                       | Kohlendreieckbrücke                                                                     | Kohlendreieckbrücke                                                                     |
| Abzweig geradeaus und von rechts |                                       | Linksufrige Seebahn von Thalwil                                                         | Linksufrige Seebahn von Thalwil                                                         |
| Abzweig geradeaus und nach links |                                       | nach Zürich HB (Gleishalle)                                                             | nach Zürich HB (Gleishalle)                                                             |
| Tunnelanfang |                                       |                                                                                         |                                                                                         |
| Bahnhof (im Tunnel) |                                       | Zürich HB (Gleis 31–34)                                                                 | Zürich HB (Gleis 31–34)                                                                 |
| Strecke (im Tunnel) |                                       | Weinbergtunnel                                                                          | Weinbergtunnel                                                                          |
| Tunnelende |                                       |                                                                                         |                                                                                         |
| Abzweig geradeaus und von links |                                       | Wipkingerlinie von Zürich HB und Käferberglinie von Zürich HB und von Zürich Altstetten | Wipkingerlinie von Zürich HB und Käferberglinie von Zürich HB und von Zürich Altstetten |
| Bahnhof |                                       | Zürich Oerlikon                                                                         | Zürich Oerlikon                                                                         |
| Abzweig geradeaus, nach links und nach rechts |                                       | Strecken nach Winterthur,                                                               | Strecken nach Winterthur,                                                               |
| |                                       | nach Bülach und nach Wettingen                                                          |                                                                                         |

Die Durchmesserlinie Altstetten–Zürich HB–Oerlikon (DML) ist eine Schweizer Eisenbahnlinie zur direkten Verbindung der Bahnhöfe Altstetten und Oerlikon durch den unter dem Zürcher Hauptbahnhof gelegenen zweiten Tiefbahnhof Löwenstrasse. Die Strecke wird im Mischverkehr betrieben, das heisst sowohl vom Fern- wie vom Regionalverkehr, der S-Bahn Zürich, benutzt.

## Überblick
Die Strecke ist 9,6 Kilometer lang und umfasst, neben dem neuen viergleisigen Tiefbahnhof, die 1156 Meter lange Letzigrabenbrücke, die 394 Meter lange Kohlendreieckbrücke sowie den knapp 5 Kilometer langen Weinbergtunnel. Der Tiefbahnhof ist zudem an die linksufrige Seebahn nach Thalwil angeschlossen. Der Zusammenschluss mit der oberirdischen Zufahrt in den Bahnhof Oerlikon erfolgt über zwei zusätzliche Gleise im Oerliker Einschnitt, welche bis in den Bahnhof hinein reichen. Nicht zum Projekt gehört der Ausbau des Bahnhof Oerlikon, welcher zwar von der Durchmesserlinie beeinflusst, aber separat geplant und finanziert, und zusammen mit der Stadt Zürich bis Ende 2016 umgesetzt wurde.
Der Streckenteil zwischen dem Bahnhof Oerlikon und dem Zürcher Hauptbahnhof wurde Mitte Juni 2014 in Betrieb genommen. Vorher benutzten die S-Bahnen S2, S8 und S14 den provisorischen Bahnhofsteil Sihlpost des Zürcher Hauptbahnhofs und wendeten dort; S2 und S8 im durchgehenden Betrieb (Anschluss nach Thalwil), die S14 dort beginnend und endend (nach und aus Hinwil über Oerlikon). Diese Linien benutzen seitdem den Bahnhof Löwenstrasse und die neue Strecke bis und von Oerlikon. Intercityzüge aus und von der Westschweiz zur Weiterfahrt über Oerlikon in die Ostschweiz fahren seit Fertigstellung der beiden Brücken im Jahr 2015 über die Durchmesserlinie.
Die vier zusätzlichen Durchgangsgleise im Tiefbahnhof Löwenstrasse erhöhen deutlich die Kapazität des Hauptbahnhofs, da nun auf den Kopfgleisen in der Perronhalle erheblich weniger Züge pro Stunde abgefertigt werden müssen. Für die S-Bahnen wird ein Fahrzeitgewinn von etwa acht Minuten erreicht (Wenden nicht mehr erforderlich und kürzere Strecke durch den Weinbergtunnel), für die Fernverkehrszüge allerdings nicht, da sie weiterhin mehrere Anschlusszüge abwarten müssen (voller Taktknoten).
Die projektierten Kosten betrugen zunächst (Stand: ca. 2008) rund 1,8 Mrd. Schweizer Franken, wovon die Schweizerische Eidgenossenschaft (Bund) und die Schweizerischen Bundesbahnen (SBB) insgesamt 60 Prozent und der Kanton Zürich 40 Prozent übernehmen. Später (Stand: 2011) wurde mit Kosten von 2,031 Mrd. Schweizer Franken (zum Preisniveau von 2006) gerechnet, wovon der Bund und die SBB zwei Drittel und der Kanton ein Drittel übernehmen sollten.

## Teilprojekte

### Brücken nach Altstetten

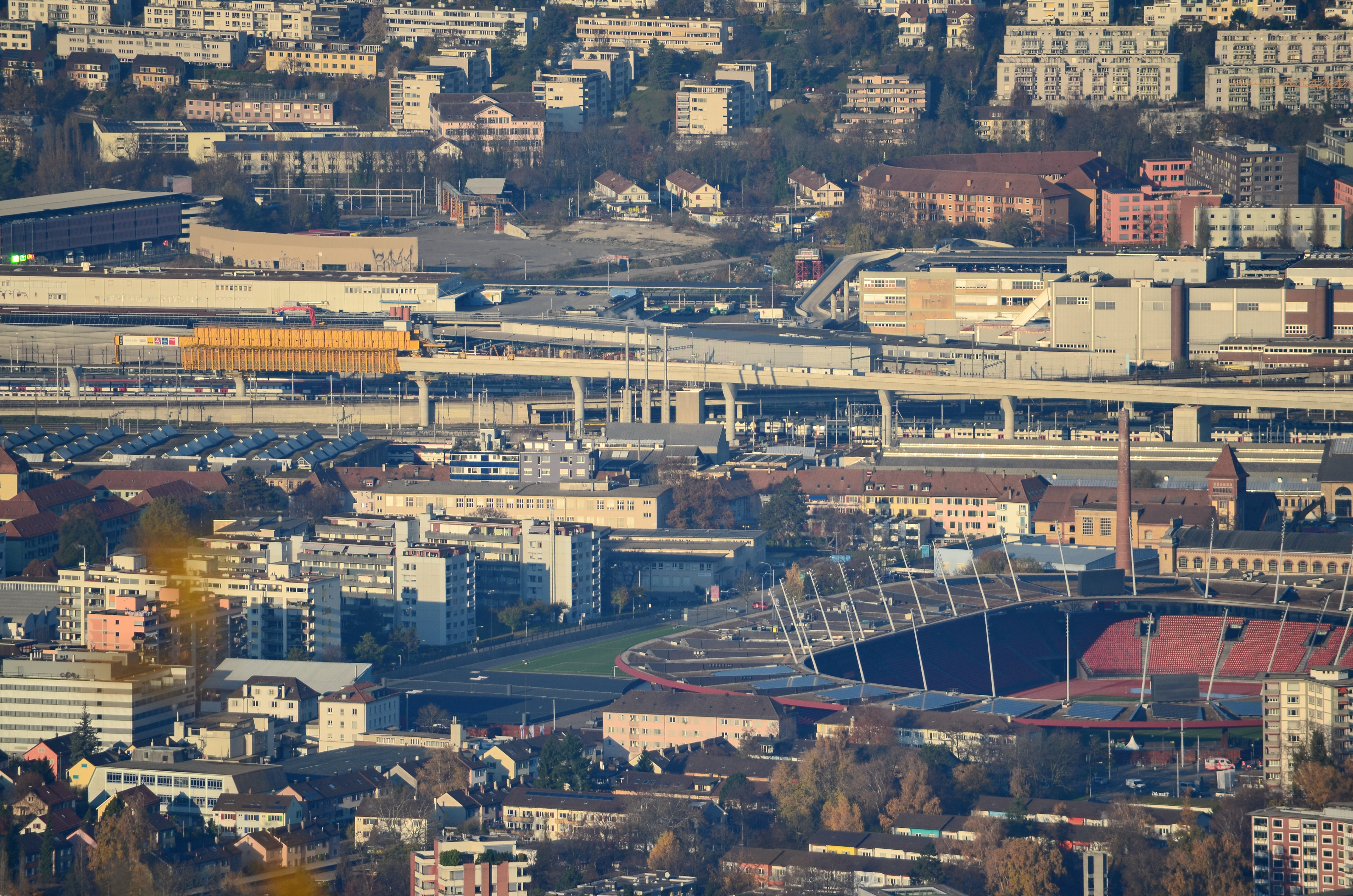
Bauarbeiten an der Letzigrabenbrücke im November 2013

Der Bahnhof Löwenstrasse wird durch die beiden einspurigen Brücken Kohlendreieckbrücke und Letzigrabenbrücke mit dem Bahnhof Altstetten verbunden. Diese ermöglichen die kreuzungsfreie Ausfahrt des Fernverkehrs aus dem Bahnhof und erlauben bereits eine Beschleunigung auf 120 km/h. Sie wurden mit dem Fahrplanwechsel am 13. Dezember 2015 in Betrieb genommen.
Bis zur Kohlendreieckbrücke erreichen die Fernverkehrszüge und einige S-Bahnen eine Geschwindigkeit bis zu 80 Kilometern pro Stunde. Anschliessend führt die Durchmesserlinie unter der Hardbrücke hindurch. Die dann folgende, nur von Fernverkehrszügen und nur westwärts befahrene Letzigrabenbrücke führt über die Duttweilerbrücke und quert fast das gesamte Gleisfeld des Zürcher Hauptbahnhofs. Vor dem Bahnhof Altstetten vereint sich das neue Ausfahrtsgleis mit den bestehenden Schnellzugsgleisen, die bis zur Überwerfung auf Höhe des Rangierbahnhofs Limmattal im Rechtsverkehr betrieben werden. Die Letzigrabenbrücke ist mit 1156 m die längste Bahnbrücke der Schweiz. Die beiden Brücken dienen lediglich der Ausfahrt aus dem neuen Bahnhof Löwenstrasse. Für die Einfahrt dient die im Rahmen von Bahn 2000 erstellte «Südeinfahrt». Die Brücken wurden am 26. Oktober 2015 offiziell eröffnet.
Die S-Bahnen nach Westen (S14, S19) befahren nur die Kohledreieckbrücke und verlassen unter der Hardbrücke die Neubaustrecke, um über die Gleise der Fortsetzung der Verbindungkurve von Wiedikon nach Zürich Altstetten zu gelangen, wo sie in der Regel das Gleis 2 benützen.
In der Gegenrichtung befahren die S14 aus dem Säuliamt in Altstetten das Gleis 4, befahren zuerst die Gleise Richtung Wiedikon und umgehen damit den 280 Meter langen Tunnel Zürich Altstetten der Südeinfahrt, um im Bereich des ehemaligen Bahnübergangs Herdern in die am 4. Mai 2003 eröffnete Südeinfahrt Zürich zu wechseln und auf dieser weiter in Richtung Bahnhof Löwenstrasse zu fahren. Die von Dietikon herkommende S19 befährt wie die Schnellzüge die komplette Südeinfahrt und benützt in Zürich Altstetten auch das Gleis 6.

### Bahnhof Löwenstrasse (Zürich HB Gleis 31–34)

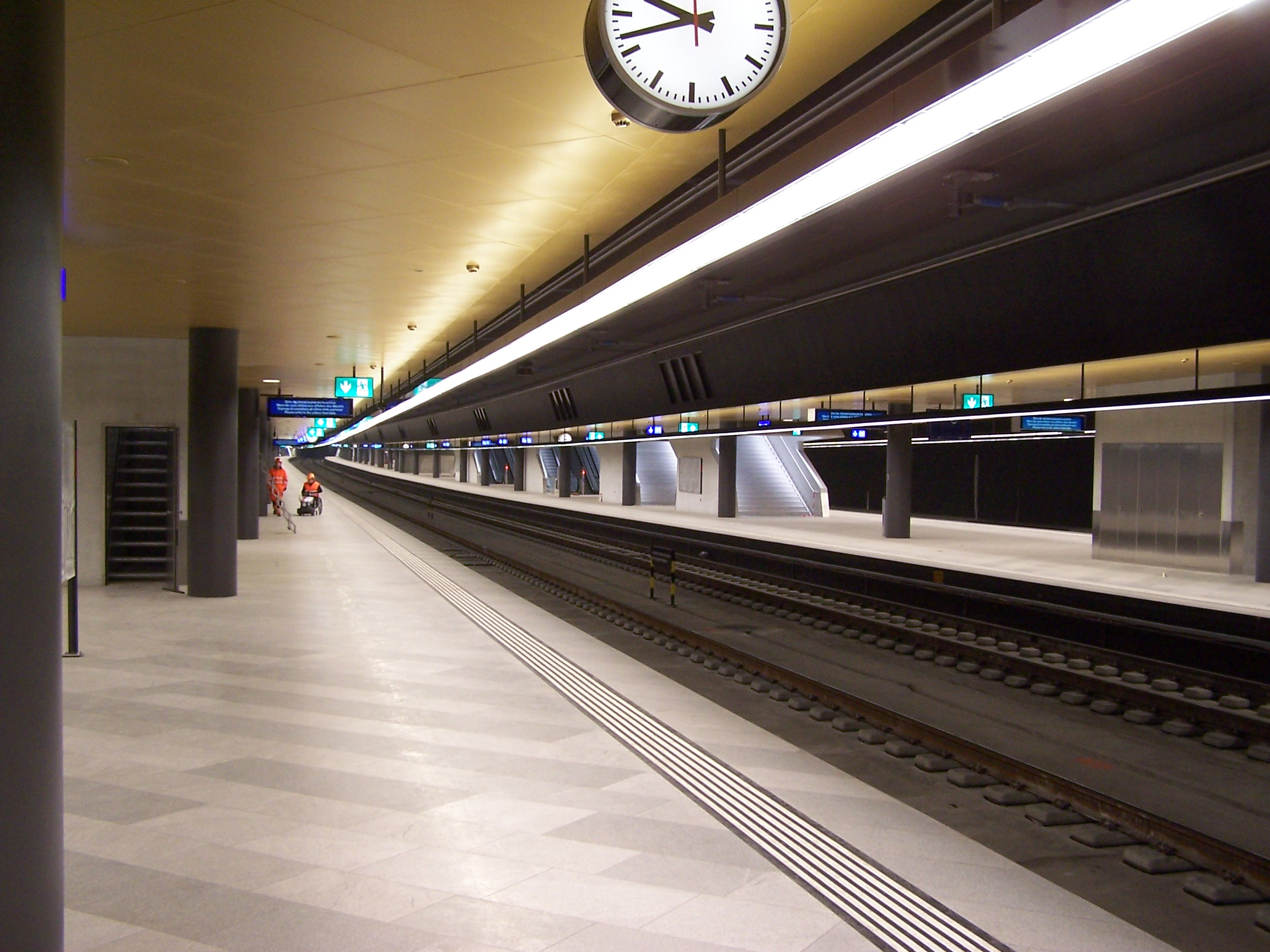
Bahnhof Löwenstrasse (März 2014)

Als Durchgangsbahnhof Löwenstrasse (oder Bahnhof Löwenstrasse) wird der als Tunnel- oder Tiefbahnhof unter den Gleisen 4 bis 9 des Hauptbahnhofs errichtete Bahnhof bezeichnet. Er wird im Betriebsablauf des Hauptbahnhofes als Bahnhofsteil mit den Gleisen 31 bis 34 bezeichnet. Sein Gleisniveau liegt rund 16 Meter tiefer als das in der Perronhalle. Er wird im Mischverkehr betrieben, das heisst sowohl vom Fern- wie vom Regionalverkehr (S-Bahn Zürich) benutzt. Seit 15. Juni 2014 dient er bereits dem Regionalverkehr, dem Fernverkehr seit dem Fahrplanwechsel Dezember 2015 (Fertigstellung der Brücken in Richtung Altstetten).
Die Zufahrtsrampe aus Richtung Altstetten weist ein Gefälle von 37 Promille auf. Die Entwurfsgeschwindigkeit liegt bei 80 km/h. Die Gleise der doppelspurigen Zufahrten sind im Bahnhof in je zwei Gleise aufgefächert. Zwischen jedem Gleispaar befindet sich je ein 420 Meter langer Doppelbahnsteig. Die Perrons sind 13,5 Meter breit und über feste und Rolltreppen mit dem darüberliegenden Zwischengeschoss verbunden. Die bis zur Perronhalle führenden Lifte fahren wegen des seitlichen Versatzes zwischen den Gleisachsen von Tiefbahnhof und Perronhalle in um 20° geneigten schrägen Schächten.
Der Fahrbahntyp ist Low Vibration Trak (LVT): Die Schwellenblöcke zur Aufnahme nur je einer Schiene sind von der Bodenplatte, in die sie einbetoniert sind, mittels darunter und seitlich befindlichen Gummimatten getrennt und somit akustisch entkoppelt. Die Ausbreitung des von den Zügen in den Schienen erzeugten Schalls in den Gleisunterbau als sogenannter Körperschall wird auf diese Weise verkleinert.
Durch die Inbetriebnahme des unterirdischen Bahnhofs kann oberirdisch der ebenfalls im Süden des Hauptbahnhofs gelegene Flügelbahnhof Sihlpost abgebrochen werden, der bisher als provisorischer Endpunkt für den Nahverkehr diente. Mit diesem Flächenrecycling wird eine stadtplanerische Neugestaltung der Europaallee im Quartier Langstrasse möglich, die direkt an die Bahnanlagen angrenzt.

### Weinbergtunnel
Der grösste Teil der Strecke zwischen den Bahnhöfen Löwenstrasse und Oerlikon führt durch den Weinbergtunnel, der in einem Bahneinschnitt kurz vor Oerlikon endet. Am Beginn des Tunnels ist die Gradiente zunächst 25 Promille abfallend, um anschliessend mit 25 Promille anzusteigen. Die Entwurfsgeschwindigkeit liegt zwischen 80 und 120 km/h. Die grösste Überdeckung liegt bei 160 m.

### Anschluss in Oerlikon

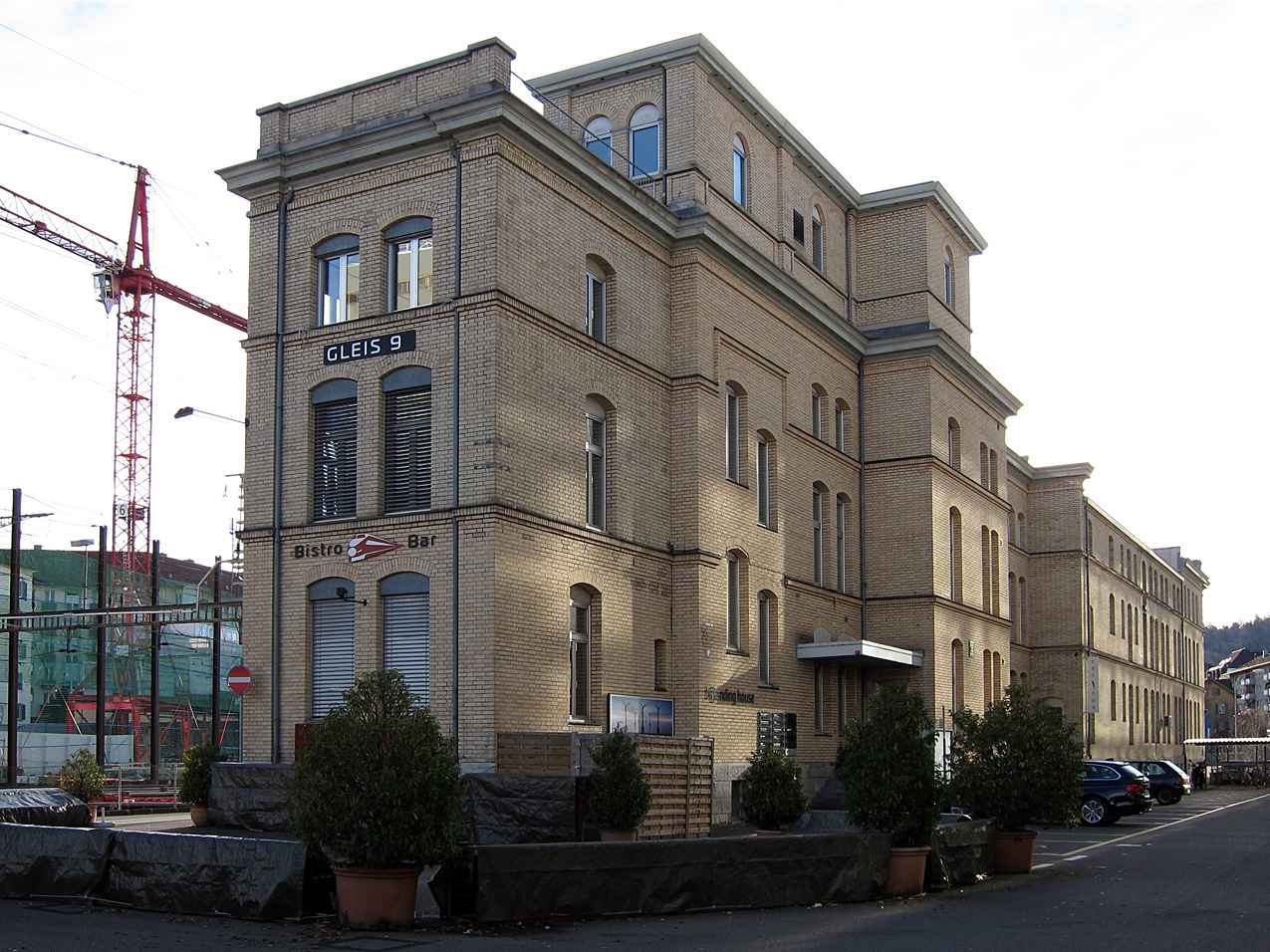
Ehemaliges Verwaltungsgebäude der MFO (Gleis 9)

Die Durchmesserlinie wird im Bahneinschnitt vor dem Bahnhof Oerlikon an die bisherige, vorwiegend an der Oberfläche geführte Verbindung zwischen dem Zürcher Hauptbahnhof und Oerlikon angeschlossen. Im Einschnitt befinden sich zwei Portale des Weinbergtunnels, die bereits Teil des kreuzungsfreien Anschlusses an die bisherige Strecke sind. Die gemeinsame Strecke bis zum Bahnhof Oerlikon wird von sechs auf acht Gleise erweitert und auf der Höhe der Regensbergbrücke (Strassenbrücke) mit einem Unterquerungsbauwerk versehen. Auch der Bahnhof Oerlikon wird um zwei Gleise erweitert und erhält einen neuen Einkaufsbereich in der bestehenden Personenunterführung.
Für den Ausbau des Bahnhofs Oerlikon wurde das Gelände, auf dem das ehemalige MFO-Verwaltungsgebäudes (Heute Restaurant Gleis 9) stand, benötigt. Diesem Industriedenkmal drohte der Abriss, bevor die ABB in letzter Minute einer Verschiebung des Gebäudes zustimmte.
Im Bahneinschnitt vor Oerlikon beträgt die Steigung bis 35 Promille. Die Entwurfsgeschwindigkeit liegt bei 80 km/h.

## Einweihung
Der erste Bauabschnitt der Durchmesserlinie, bestehend aus dem Weinbergtunnel und dem Durchgangsbahnhof Löwenstrasse, wurde am 12. Juni 2014 von Bundesrätin Doris Leuthard eingeweiht. Der Bahnhof selber wurde am 14. Juni 2014 mit einem Fest für die Öffentlichkeit eingeweiht; am Sonntag, 15. Juni 2014 erfolgte die fahrplanmässige Inbetriebnahme der Strecke, im Rahmen eines sogenannten «kleinen Fahrplanwechsels», der (wie jeder Fahrplanwechsel) in der Nacht vom Samstag auf den Sonntag stattfand. Die offizielle Einweihung der zweiten Etappe der DML, sprich der beiden Brücken, fand am 26. Oktober 2015 statt. Seit dem 13. Dezember 2015 wird dieser Bahnhofteil von Fernverkehrszügen fahrplanmässig benutzt. Die Aufenthaltsdauer der Fernverkehrszüge am Bahnsteig beträgt zwischen 2 und 11 Minuten.